# دوني ديفيس
دوني ديفيس (بالإنجليزية: Donnie Davis)‏ هو لاعب كرة قدم أمريكية أمريكي، ولد في 16 ديسمبر 1972 في وينستون-سالم في الولايات المتحدة.